# سليم الثاني

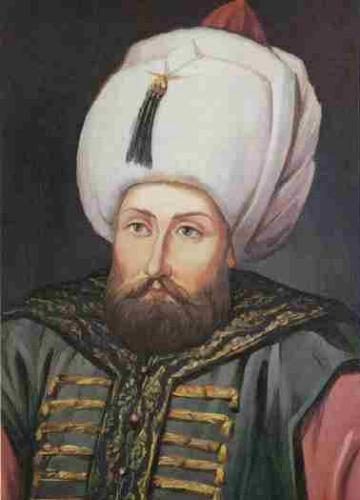
سليم الثاني (1524 - 1574)

 السلطان سليم الثاني بن سليمان القانوني بن سليم الأول بن بايزيد الثاني بن محمد الفاتح بن مراد الثاني بن محمد الأول جلبي بن بايزيد الأول بن مراد الأول بن أورخان غازي بن عثمان بن أرطغرل (930 هـ/ 28 مايو 1524 م-982 هـ/ 12 (توضيح) /15 ديسمبر1574 م) هو السلطان العثماني الحادي عشر والابن الثاني للسلطان سليمان القانوني من زوجته السلطانة خرم بعد الأمير محمد. حكم السلطان سليم الثاني الفترة ما بين (1566م - 1574م).
يعتقد أن النشاط المبكر لوالدته خُرَّم سلطان، الزوجة الثانية والأثيرة للقانوني، كان وراء وصول سليم إلى عرش السلطنة؛ حيث تُتهم بالتورط في إسقاط الصدر الأعظم إبراهيم باشا الموالي لولي العهد الشرعي مصطفى وحياكة المؤامرات التي أدت إلى إعدام الأخير، فيما خلت الساحة العثمانية لسليم إثر وفاة شقيقه الأكبر محمد والأصغر جهانكير، وإعدام شقيقه الذي تمرد على تعيينه وليًا للعهد بايزيد

## أسرته

### زوجاته
- نوربانو سلطان
- خاصكي سلطان سليمية

### أولاده
- مراد الثالث ولي عهد الدولة العثمانية بعد أبيه - من زوجته نوربانو
- الأمير عبد الله (ابن سليم الثاني) - من زوجته سليمية -
- الأمير عثمان (ابن سليم الثاني) - من زوجته نوربانو -
- الأمير مصطفى (ابن سليم الثاني) - من زوجته نوربانو -
- الأمير سليمان (ابن سليم الثاني)
- الأمير محمد (ابن سليم الثاني) - من زوجته نوربانو -
- الأمير محمود (ابن سليم الثاني)
- الأمير جيهانكير (ابن سليم الثاني) - من زوجته سليمية -

### بناته
- جوهرخان سلطان (ابنة سليم الثاني)
- سلطانة أسمهان (ابنة سليم الثاني) - من زوجته نوربانو - زوجة الصدر الأعظم صقللو باشا
- شاه سلطان (ابنة سليم الثاني) - من زوجته نوربانو - تزوجت حسن آغا رئيس الصقّارين (راعي صقور الصيد)
- فاطمة سلطان (ابنة سليم الثاني) - من زوجته نوربانو - زوجة حام روملي الدامادا «كنجلي باشا»
- والأميرة جيفرهان (ابنة سليم الثاني) - من زوجته سليمية - زوجة الأدميرال العثماني بيال باشا، وتُوفيت قبل أن يتولى والدها الحكم.

## فاتحة عهده
قام الصدر الأعظم محمد باشا الصقلي بإخفاء موت الخليفة القانوني خوفاً من ثورة الانكشارية حتى تسلم سليم الثاني الحكم، كان ضعيفًا غير متصف بما يؤهله للحفاظ على فتوحات أبيه وضبط الداخلية، فبدأ سليم الثاني سلطنته، بالتوجه فورا إلى إسطنبول حيث جلس على العرش العثماني، بعدها توجه إلى الجبهة النمساوية، فقابل الجيش العثماني العائد من انتصاره على النمساويين يتقدمه نعش العاهل العظيم السلطان سليمان القانوني، وسلم الصدر الأعظم محمد باشا الصقلي على سليم الثاني بسلام السلطنة، وفي صحراء سيرم خارج بلغراد، بايع الجيش العثماني وريث العرش، بعدها أدى السلطان الجديد وخلفه الجيش صلاة الميت للقانوني ثم نادى خواجه سلطاني «عطاء الله أفندي» مربي سليم الثاني في الجيش قائلا: «الصلاة للميت»، وأقام الصلاة، يذكر أن القانوني الذي توفي بعد حصار مدينة «سيكتوار» بالمجر في السابع من سبتمبر عام 1566، قد أوصى بدفن جثمانه في «إسطنبول» ولتحقيق وصيته، تم استخراج أعضائه الداخلية بما فيها القلب ودفنها في «سيكتوار»، وتحنيط جثمانه ليتحمل الطريق إلى «إسطنبول» حيث دفن هناك، ثم قام السلطان «سليم الثاني» ببناء ضريح ومجمع للتعليم الديني في المكان الذي دفنت فيه أعضاء والده.
انطلق الجيش في موكب جنائزي تحيطه ذكرى سليمان القانوني بالهيبة والوقار، وفي مدينة إسطنبول أقيمت مراسم جنائزية ضخمة تليق بالقانوني، وكان لافتا اشتراك الآلاف من أهالي مدينة إسطنبول في حمل جثمان السلطان الراحل إلى مدفنه بمسجد السليمانية عرفانا بالعدل الذي أسبغه على رعيته طوال عهده الطويل.
قام ابنه السلطان «سليم الثاني» ببناء ضريح ومجمع للتعليم الديني في المكان الذي دفنت فيه أعضاء والده، وظلت مباني الضريح والمجمع قائمة لمدة 150 عاماً، إلى أن خرجت المنطقة عن سيطرة العثمانيين، ومن ثم تعرضت للتخريب.
يذكر أن سليم الثاني أعطى العديد من سلطاته لوزرائه، وعندما امتنع عن إعطاء العطايا للجنود أظهروا العصيان وعدم إطاعتهم لأوامر قادتهم فاضطر إلى العطاء، ويرى البعض أنه لولا هيبة الدولة في السابق وقوة وزيره محمد باشا الصقلي الذي غدا يدير البلاد من خلف الكواليس لسقطت الدولة وكان مما أقدم عليه أن عقد صلحًا مع النمسا يعترف فيه بأملاكها في المجر مقابل دفع جزية سنوية للسلطنة.

## العلاقات مع فرنسا

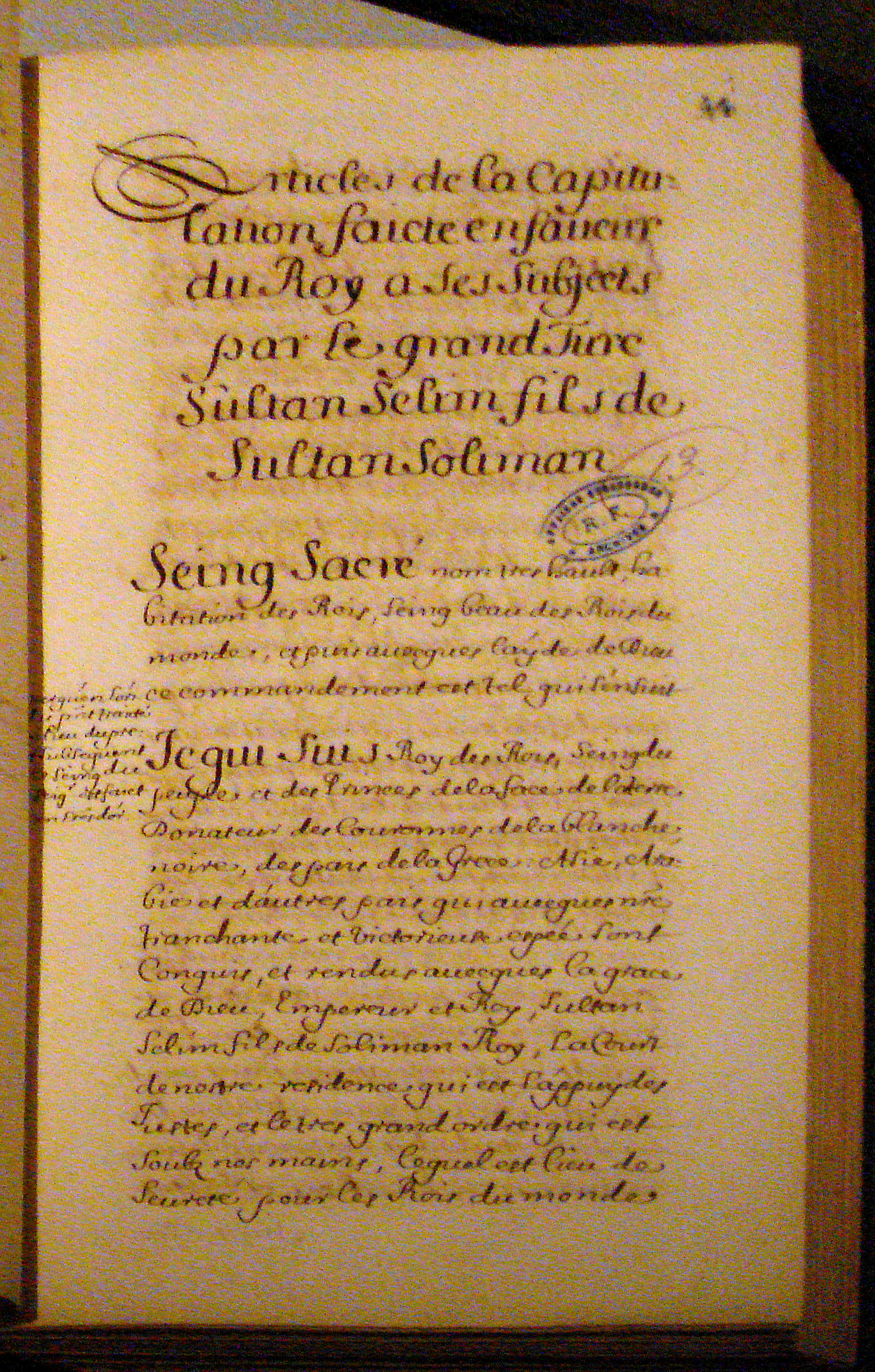
صورة عن الامتيازات العثمانية للملك الفرنسي تشارلز التاسع.

تم تجديد المعاهدات مع بولونيا وفرنسا، واتفقت فرنسا مع الدولة العثمانية على تعيين هنري دي فالوا شقيق ملك فرنسا شارلز التاسع ملكا على بولونيا (مملكة بولندا) فأصبحت تلك البلاد تحت الوصاية الفعلية للدولة العثمانية حتى عهد مراد الثالث الذي جعلها وصاية رسمية تحت حكم والي البغدان، وتسيدت فرنسا التجارة في البحر الأبيض المتوسط وبدأت ترسل إرساليات مسيحية كاثوليكية إلى رعاياها في الدولة العثمانية لا سيما في الشام، وبذلك بدأ العمل ضد العثمانيين من الداخل وتربية النصارى على الارتباط بفرنسا، ومما يجدر ذكره أن الفرنسيين بدؤوا يظهرون مطامعهم في الشمال الإفريقي مستغلين نتيجة معركة ليبانتو، حيث قاموا بتقديم طلب لدى السلطنة العثمانية للسماح لفرنسا ببسط نفوذها على الجزائر بحجة حماية الإسلام والمسلمين مقابل مبلغ مالي تدفعه فرفض الخليفة ذلك ووافق بعد إلحاح على إعطائهم امتيازات تجارية.

## الأعمال الحربية
كما جهز محمد باشا الصقلي حملة عسكرية لفتح أستراخان التي وقعت تحت سيطرة الروس بقيادة إيفان الرهيب وأخذوا يقطعون طرق التجارة والحج على أهل خوارزم وسمرقند وبخارى وما حولهم من المناطق، وكانت خطة العثمانيين تقضي بجعل أستراخان قاعدة عسكرية عثمانية للحماية من الروس وإيقاف طموحاتهم التوسعية وحفر قنا تربط بين نهري الدون والفولجا مما يسمح للبحرية العثمانية بالنفاذ إلى بحر قزوين، كما أن احتلال أستراخان سيوفر طريقا مفتوحا لغزو شاه الفرس من الشمال بدلا من الخوض من جهة جبال أذربيجان الوعرة. تمكن الجيش من حفر ثلث القناة المخطط لها حتى جاء فصل الشتاء مما جعل العمل يتوقف. استعمل العثمانيون سفنا صغيرة محملة بالمدافع للهجوم على أستراخان لكن دون نجاح حقيقي، وبشكل عام تمكنت الحملة من وضع حد لتقدم الروس مؤقتا. لكنها لم تنجح في حسم الصراع الذي سيصبح فيما بعد أحد أسباب ضعف وسقوط الدولة.

### محاولة استعادةالأندلس
قام بكلربيك «سيد أسياد» الجزائر أولوج علي باشا بإرسال العتاد والسلاح والمؤونة لمسلمي الأندلس، وكان يتصل بهم سرا على الرغم من كل التضييق الذي لحق بهم، كما رتب معهم للقيام بثورة عارمة في البلاد مستغلا انشغال قوات الإسبان بالحرب المستعرة في الأراضي المنخفضة (هولندا)، وفي وقت محدد من تلك السنة تجمع 40 مركبا جزائريا مقابل السواحل الإسبانية لإمداد أهل الأندلس بالجند والسلاح والمؤن، لكن انكشاف أحد رجال الثورة الأندلسيين جعل الإسبان متيقظين لنقاط الإنزال التي ستعمد إليها السفن العثمانية، فصد الإسبان معظم محاولات أولوج علي باشا، ومما زاد من مشاكلات هذا النزاع العواصف والأعاصير التي حدثت في البحر المتوسط في ذلك الوقت من السنة مغرقة 32 سفينة جزائرية.
على الرغم مما سلف ذكره من الأهوال فقد تمكن قلج علي من إنزال 4000 جندي وكمية كبيرة من السلاح بالإضافة إلى عدد من الخبراء العسكريين العثمانيين لتولي مهمة القيادة البرية على الجبهة الأندلسية، وكاتب دار الخلافة قلج علي يأمره أن يستمر في دعم مسلمي الأندلس بكل همة، واستمر قلج علي يرسل كل ما يستطيع من من مساعدات إلى الأندلس وعزم على الذهاب بنفسه إليها ولكن دنو موعد معركة ليبانتو الشهيرة جعل القيادة العثمانية تأمره بالامتناع عن ذلك للمشاركة في المعركة.

### معركة ليبانتو
تم في عهده فتح قبرص التابعة للبنادقة آنذاك، كما غزت البحرية العثمانية جزر كريت وظنته وغيرها بدون أن تحتلها واحتلت مدينتين على ساحل البحر الأدرياتيكي، فتوجس أهل البندقية الخوف على أراض إيطاليا ونفوذ البندقية فعقد البابا حلفا بين إسبانيا والبندقية وجنوى ورهبان جزيرة مالطة، فشكلوا أسطولا من 231 سفينة هاجمت العثمانيين الذين قابلوا هذا الحلف ب300 سفينة، وعلى الرغم من مشورة القادة العثمانيين بالتحصن في خليج إحدى الجزر إلا أن القائد الأعلى مؤذنزاده علي باشا صمم على ملاقاة عدوه في مياه البحر بقرب الساحل، وانتصر الحلفاء، فقتل مؤذنزاده علي باشا في صراع بين سفينته وسفينة دون جون قائد القوى المتحالفة وغنمت رايته العثمانية المطرزة بالذهب، وقتل وأسر العديد من نخبة البحارة المسلمين بالإضافة إلى استيلائهم على 300 مدفع عثماني، وخطب بابا الفاتيكان بهذه المناسبة وشكر دون جون على نصره، وكان هذا النصر نقطة تحول وتفاؤل لدى الأوروبيين حيث حظيت البحرية العثمانية بصيت أنها لا تهزم.

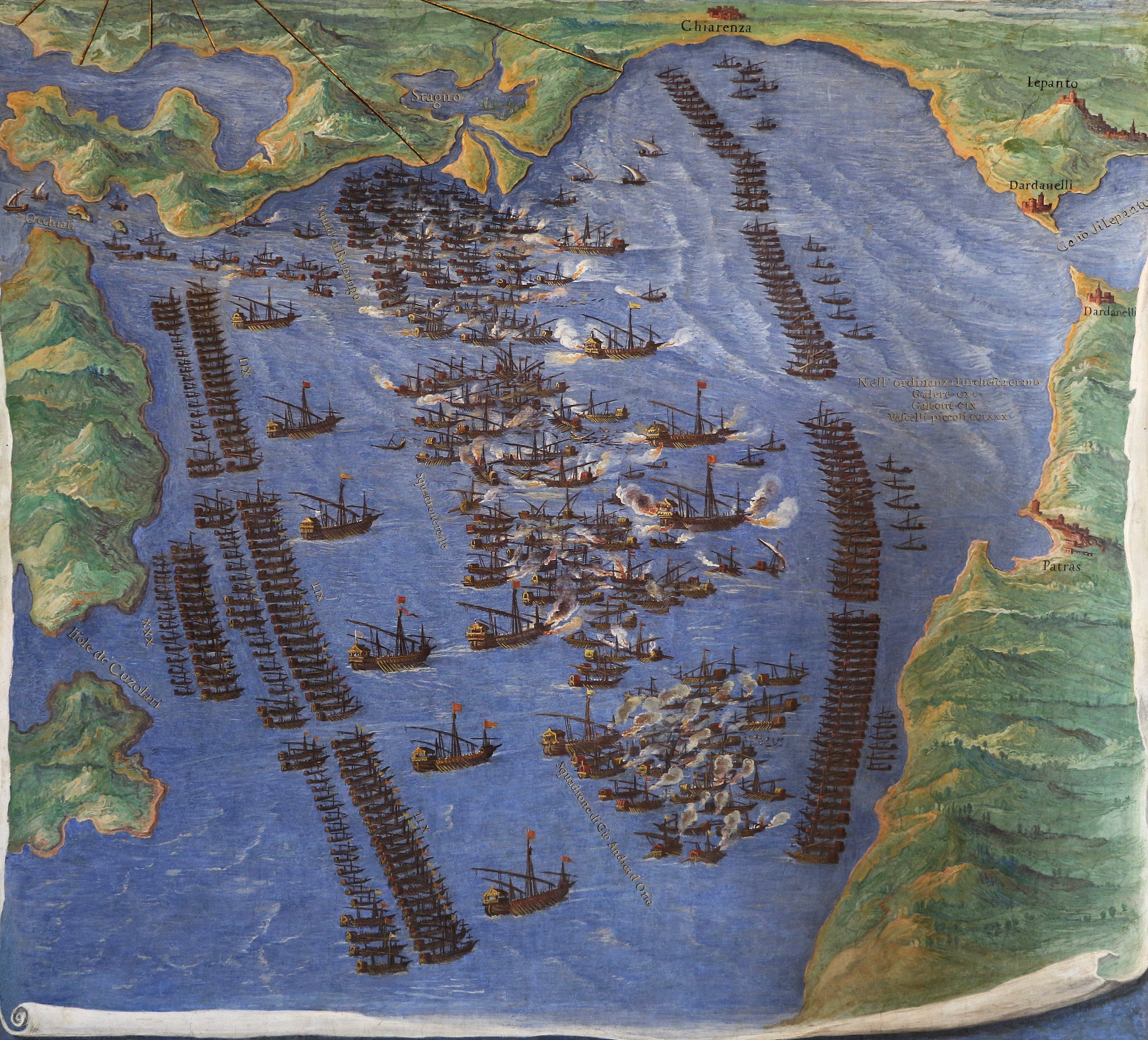
لوحة لمعركة ليبانتو في متحف الفاتيكان.

أما في الجانب العثماني فقد تمكن قائد الميسرة أولوج علي باشا (بكلربيك الجزائر) من الاستيلاء على راية سفن رهبان مالطا والحفاظ على عدد كبير من السفن التي كانت معه، وعند عودته إلى إسطنبول لقبه السلطان بالسيف ورقاه إلى منصب قائد القوات البحرية (قبودان باشا)، أما محمد باشا الصقلي فدأب يعيد بناء الأسطول البحري بكل ما أوتي من قوة وهمة مستغلا صعوبة الإبحار في فصل الشتاء، وتبرع سليم الثاني بجزء من قصره لتحويله إلى مكان تبنى فيه السفن وأنفق بسخاء من ماله الخاص ولم يقم بجمع أية أموال إضافية من مواطني الدولة التي كانت تنعم برخاء عجيب في تلك الفترة، وفي أقل من سنة تم تشييد 250 سفينة جديدة، فارتعدت البندقية من الخبر مما جعلها توافق على دفع غرامة حربية للخلافة العثمانية قدرها 300 ألف دوكا بالإضافة إلى التنازل عن جزيرة قبرص لا سيما بسبب الخلافات التي دبت بين قادة الحلفاء بعد نصرهم مما أدى تفرقهم، ولم تتجرأ أية أمة غربية على منازلة البحرية العثمانية في تلك السنة.
كان من نتائج معركة ليبانتو تخلي العثمانيين عن مشروع استعادة الأندلس كما يجدر بالذكر أن تأثير هذه الموقعة البحرية الهامة في التاريخ كان بخسارة العثمانيين لعدد كبير من خبرائهم البحريين مما صعب عليهم تعويضه فيما بعد، وظهر ذلك جليا على البحرية العثمانية لاحقا.

### فتح تونس والحملة على اليمن
صدرت أوامر الخليفة بتخليص تونس من الإسبان الذين احتلوا تونس عام (980هـ) فانطلق وزير الحربية سنان باشا بجيشه الذي قدم بحرا من إسطنبول مع عدد كبير من القطع البحرية العثمانية لنجدة أهل تونس واستمر حصار المسلمين للإسبان حتى انسحبت القوات الإسبانية وتراجعت إلى حصن منيع جدا عرف باسم البستيون فحوصر الحصن حصارا شديدا حتى افتتحه، وكان سنان باشا يشارك جنده مبادرا حيث راح يشارك في أبسط الأعمال كحمل الأتربة والحجارة، حتى إذا تعرف عليه أحد ضباط الجند قال له: ما هذا أيها الوزير؟ نحن إلى رأيك أحوج منا إلى جسمك، فقال له سنان: لاتحرمني من الثواب.
أرسل الصدر الأعظم محمد باشا الصقلي جيشا كبير وأمر عليه عثمان باشا لردع ثورة في اليمن بإمرة المطهر بن شرف الدين، فدعمه سنان باشا وزير الحرب ووالي مصر بكل ما استطاع جمعه من الأفراد والمواطنين المسلمين في مصر فقضى على الثورة عام 976 هـ، وكانت اليمن من الأهمية لدى الخلافة أنها درع أمام تقدم البرتغاليين إلى الحجاز وقاعدة لضرب نفوذ البرتغاليين في البحر الأحمر والمحيط الهندي.

## وفاته
فيما يشير المؤرخون الغربيون إلى أن وفاة السلطان سليم الثاني تعود إلى إفراطه في تناول الخمر لم يذكر لدى المؤرخين المسلمين والأتراك هذا الأمر وإنما يذكر المؤرخون المسلمون أنه قضى نحبه بعد انزلاق قدمه أثناء استحمامه في قصر طوب قابي، إذ توفي بعد ذلك بأيام (يوم 15 ديسمبر 1574) متأثرًا بنزيف دماغي.
يعد سليم الثاني أول سلطان عثماني يولد في إسطنبول، وكذلك أول من يموت فيها منهم، كما أنه أول سلطان قعد عن قيادة الحملات، إذ رغم تلقيه تعليمًا رفيعًا إلا أنه ترك أمور الدولة إلى صهره ووزيره الأول الصدر الأعظم سوكولو محمد باشا، ومع هذا وقف سليم بذكاء ضد الكثير من قرارات وزيره الأول كما عارض بعضها.
ورغم ارتباط المشروبات بشخصيته، وإطلاق اسم «سليم السكيّر» عليه في رواية الغرب، فإن السلطان سليم الثاني حظي بمميزات، مثل تواضعه وإدراكه لمصلحة الدولة، و«شاعريته المشهورة».

## عنه
رغم اتهام المؤرخون القدامى له بالضعف نظراً لكونه أول سلطان عثماني يتخلف عن ركب أجداده ويتقاعس عن الخروج للحملات بنفسه، يميل المؤرخون المعاصرون إلى نفي هذه التهمة عنه وإعطاؤه حقه المهمل للأسباب الآتية:
- نشأته؛ فقد استفاد من كونه نجل السلطان سليمان أحد أعظم سلاطين العثمانيين، وقد استفاد وتعلم منه.
- تربيته؛ فقد حصل على تربية قلما حصل عليها أمير عثماني، فقد تعلم اللغات والعلوم الإسلامية وآداب الإسلام والقتال والعسكرية على أيدي جنرالات وباشوات مقتدرين قادوا دفة الإمبراطورية في أزهى عصورها.
- قدراته الشخصية، السلطان سليم كان مقاتلاً جيداً يجيد استخدام كافة أنواع الأسلحة، وقد كان رامي سهام جيداً وصياداً جيداً ويجيد صناعة الأقواس، كما كان أديباً وشاعراً وكتب القصائد بالتركية والفارسية.[2]
- خبرته؛ فقد تولى حكم العديد من السناجق قبل تولي الحكم وأظهر نبوغاً وعطفاً على الرعية. كما يعد أحد الأمراء القلائل الذين جابوا كافة أرجاء الدولة؛ فقد شارك في حملات أبيه في أوروبا والأناضول والقوقاز وقضى الشتاء في حلب وشاهد الديار العربية.[2]
- أن الحملات التي حدثت على عهده كان معظمها عبر البحار، ويحظر النظام العثماني على السلاطين قيادة الحملات البحرية (تعد حملات محمد الفاتح وسليمان القانوني إستثناءات نادرة).[2]
- رغم تركه لمعظم شئون الدولة لصهره ووزيره الأعظم صقللي محمد باشا إلا أنه تدخل كثيراً بذكاء ضد العديد من قرارات محمد باشا، كما حمى خصومه في الديوان أمثال الوزراء لاله مصطفى باشا وعثمان بن أوزديمير باشا ولم يمكنه من إزاحتهم أو التخلص منهم لئلا يستأثر برأيه في الديوان.[2]
- حمايته لمصالح الدولة؛ فنجده يوجه الجيوش لإسترجاع اليمن لدورها في حماية العالم الإسلامي من أخطار البرتغاليين، كما كان مدركاً لخطر الروس وحاول إيقافهم، وقد كانت فكرة قناة الدون فولغا تقدم حلاً لربط أراضي الدولة العثمانية بتركستان عبر بحر قزوين، كما تجددت في عهده فكرة قناة السويس وأمر والي مصر بمناقشتها ورسم مخططاتها إلا أن وفاته حالت دون إكمال المشروع.[2]
- جديته في إدارة الدولة؛ فلما اتضحت للعيان نتائج معركة ليبانتو لم يلجأ لفرض ضرائب جديدة على الرعية لمواجهة الخطر كما هي العادة، بل أنفق من خزائنه الخاصة على إعادة إنشاء الأسطول، كما أعطى جزء من الحديقة الخاصة بقصره لغرض إنشاء ثمان سفن جديدة كبيرة «غليون»، كما عين قلج علي باشا قائداً للبحرية عكس رغبة الصدر الأعظم صقللي محمد باشا نظراً لإدراكه لحاجة الدولة لخبرات مثل هذا القائد البحري في هذا الوقت.[2]